# Тодор Тодоров (бригаден генерал)
Вижте пояснителната страница за други личности с името Тодор Тодоров.
Тодор Димитров Тодоров  е български офицер, бригаден генерал.

## Биография
Роден е на 1 декември 1968 г. в бургаското село Трояново. През 1992 г. завършва Висшето военно общовойсково училище „Васил Левски“ във Велико Търново със специалност „Автомобилна техника“. Военната си служба започва като командир на взвод, на който остава такъв до 1994 г. В периода 1994 – 2000 г. е командир на рота. През 2000 г. е назначен за началник на бронетанкова и автомобилна служба. Между 2000 и 2002 г. учи във Военната академия „Г. С. Раковски“. От 2002 до 2011 г. е заместник-командир по логистичното осигуряване на полк. Служил е в щаба на многонационалната дивизия Център-Юг (MND CS) в Ирак в нейния логистичен отдел (2004). В периода 2011 – 2016 г. е началник на сектор в Командването на Сухопътните войски. През 2017 г. завършва Военния колеж на Сухопътните войски на САЩ в Карлайл, Пенсилвания. От 2017 до 2019 г. е заместник-командир по логистичното осигуряване на бригада. Между 2019 и 2021 г. е заместник-директор на дирекция „Логистика“ в Щаба на отбраната. На 1 септември 2021 г. е назначен за командир на Командване за логистична поддръжка и повишен в звание „бригаден генерал“. От 1 април 2025 г. е освободен от длъжността и назначен за директор на дирекция „Логистика“ в Министерството на отбраната.

## Образование
- ТЕЕ „Мария Кюри“, гр. Сливен; (до 1987)
- ВВОВУ „Васил Левски“, специалност „Автомобилна техника“ (1987 – 1992)
- Военна академия „Г. C. Pаковски“ (2000 – 2002)
- Военен колеж на Сухопътните войски на САЩ в Карлайл, Пенсилвания (2016 – 2017)

## Военни звания
- Лейтенант (22 август 1992)
- Старши лейтенант (1995)
- Капитан (1998)
- Майор (2002)
- Подполковник (2006)
- Полковник (8 юли 2011)
- Бригаден генерал (1 септември 2021)

## Награди
- Награден знак „За вярна служба под знамената“ – III степен.
- Бронзов медал – министър на отбраната на Полша, 2004 г.
- Награден знак „За отлична служба“ – I степен.